# 快牙
快牙（英語：Zapya） 是一款点对点的文件共享应用程序，可用於多個操作系统。该应用在中國、缅甸、巴基斯坦和印度等國家較為流行。
该应用程序通过创建Wi-Fi热点讓其他设备连接，然后雙方通過快牙创建的Wi-Fi热点来传输数据，例如傳輸应用程序安裝包、影音或音樂等文件。在互联网普及率较低的国家/地区的用户无需使用互聯網即可通過快牙传输和共享文件。此外，快牙的手機复制功能可以轻松地将文件从旧的移动设备备份和传输到新的移动设备。
2019年11月，中國電文透露，中国政府的大規模監控和警務預警計劃“一體化聯合作戰平台”（IJOP）將180万的快牙用户標記為秘密调查對象，这是中華人民共和國对维吾尔族穆斯林进行監控的一部分。不過快牙並不支持维吾尔语、阿拉伯语和哈萨克语。

## 另見
- 实用软件